# مرغ خیاط
مرغ خیاط، مرغ دوزنده یا پرنده خیاط (نام علمی: Orthotomus) نام یک سرده از تیره سسکیان است.
مرغ دوزنده بال‌های گرد کوتاه، دم کوتاه، پاهای قوی و منقار خمیده درازی دارد. دمش را معمولاً مانند الیکایی ایستاده نگه می‌دارد. آنها را معمولاً می‌توان در جنگل‌های باز، درختچه زارها و باغ‌های آفت.
این پرنده منقار تیز خود را به جای سوزن به کار می‌برد و به جای نخ از تکه‌های علف یا الیاف سبزیجات و تار عنکبوت استفاده می‌کند. برا ی ساختن لانه‌ها برگ‌های بزرگ را به هم می‌دوزد و از آنها کیسه‌ای می‌سازد. ته کیسه را با پشم یا موهای نرم و علف پر می‌کند. مرغ دوزنده ماده هر بار ۳ تا ۴ تخم به رنگ مایل به زرد یا سبز می‌گذارد. مرغ دوزنده در هند و سری‌لانکا و مالایا و چین جنوبی و جزایر فیلیپین زندگی می‌کند. پرهای پشت آن سبز زیتونی است ولی پرهای شکم زرد کم‌رنگ است. پرهای سرش به رنگ شاه‌بلوط است.

## لانه‌دوزی
این پرنده کوچک دو قطعه از الیاف گیاهی را با منقارش به هم می‌دوزد به همین دلیل به او دوزنده می‌گویند. او شاخه باریک و بلندی را انتخاب می‌کند که از تنه فاصله زیادی داشته و حداقل یک برگ پهن روی آن باشد، سپس منقارش را که بسیار شبیه سوزن باریک و محکم خیاطی است به کار می‌گیرد.
ابتدا لبه هر برگ را با فاصله‌های مساوی با منقارش سوراخ می‌کند و به جای نخ، از تار عنکبوت و الیاف نازک گیاهان اطراف برای خیاطی استفاده می‌کند. اگر تار و پود گیاهی که به دستش می‌رسد به اندازه کافی محکم نباشد چند تار را به هم می‌بافد و از آن نخی محکم تهیه می‌کند سپس با نوک منقار سوزنی شکل خود نخ را از داخل سوراخ برگ بیرون می‌کشد. بعد از هر بار که نخ را از سوزنی رد می‌کند بار دیگر به ترتیبی نخ را بیرون می‌آورد که گره محکمی زده شود. مرغ دوزنده این کار را آنقدر ادامه می‌دهد تا نخ از تمام سوراخ‌های برگ رد شود. بدین ترتیب با رد کردن تار علفی از هر سوراخ و گره زدن آن، پرنده دور تا دور برگ را می‌دوزد.
وقتی کار دوختن تمام می‌شود، آن برگ دیگر از حالت و شکل یک برگ پهن و صاف درآمده، شکل یک مخروط یا کیسه را به خود می‌گیرد. در این حالت پرنده داخل آشیانه کیسه مانند خود را با گیاه و برگ و الیاف می‌پوشاند و برای تخم‌گذاری آماده می‌شود.

## گونه‌ها
- مرغ دوزنده معمولی، Orthotomus sutorius
- مرغ دوزنده تیره‌گردن، Orthotomus atrogularis
- مرغ دوزنده کامبوج، Orthotomus chaktomuk[۲]
- مرغ دوزنده فیلیپین، Orthotomus castaneiceps
- مرغ دوزنده چهچهه‌زن، Orthotomus chloronotus
- مرغ دوزنده جلوحنایی، Orthotomus frontalis
- مرغ دوزنده پشت‌خاکستری، Orthotomus derbianus
- مرغ دوزنده دم‌حنایی، Orthotomus sericeus
- مرغ دوزنده خاکسترگون، Orthotomus ruficeps
- مرغ دوزنده پشت‌زیتونی، Orthotomus sepium
- مرغ دوزنده سینه‌زرد، Orthotomus samarensis
- مرغ دوزنده سرسیاه، Orthotomus nigriceps
- مرغ دوزنده گوش‌سفید، Orthotomus cinereiceps